# Liste des chansons d'ABBA
ABBA est un groupe suédois de pop. La liste ci-dessous contient l'ensemble des chansons du groupe et des reprises du groupe sorties sur leurs albums studio, albums live, compilations, EPs, démos, singles et splits. Cette liste ne contient pas les reprises que le groupe a jouées lors de ses concerts et qui n'ont pas été éditées.

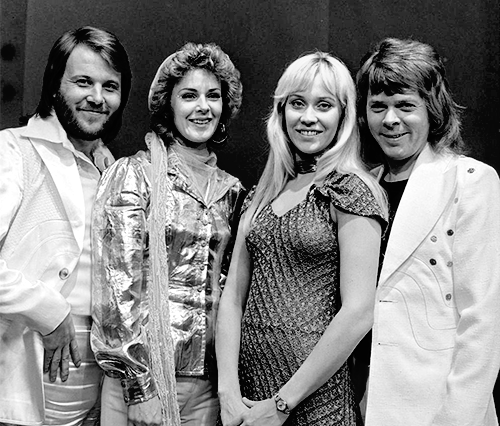
ABBA à TopPop (émission de télévision néerlandaise) en 1974.

- Haut – A
- B
- C
- D
- E
- F
- G
- H
- I
- J
- K
- L
- M
- N
- O
- P
- Q
- R
- S
- T
- U
- V
- W
- X
- Y
- Z

| Chanson                                           | Artiste(s) | Auteur(s) | Album(s)      | Année | Réf.   |
| ------------------------------------------------- | ---------- | --- | ------------- | ----- | ------ |
| Andante, Andante                                  | ABBA       | Benny Andersson Björn Ulvaeus                                                                                                   | Super Trouper | 1980  |        |
| Angeleyes                                         | ABBA       | Benny Andersson Björn Ulvaeus                                                                                                   | Voulez-Vous   | 1979  | ,      |
| Another Town, Another Train                       | ABBA       | Benny Andersson Björn Ulvaeus                                                                                                   | Ring Ring     | 1973  |        |
| Arrival                                           | ABBA       | Benny Andersson Björn Ulvaeus                                                                                                   | Arrival       | 1977  |        |
| As Good as New                                    | ABBA       | Benny Andersson Björn Ulvaeus                                                                                                   | Voulez-Vous   | 1979  |        |
| Bang-A-Boomerang                                  | ABBA       | Stig Anderson Benny Andersson Björn Ulvaeus                                                                                     | ABBA          | 1975  |        |
| Cassandra                                         | ABBA       | | The Visitors  | 1981  |        |
| Chiquitita                                        | ABBA       | Benny Andersson Agnetha Fältskog Anni-Frid Lyngstad Björn Ulvaeus                                                               | Voulez-Vous   | 1979  | ,      |
| Dance (While the Music Still Goes On)             | ABBA       | Benny Andersson Björn Ulvaeus                                                                                                   | Waterloo      | 1974  |        |
| Dancing Queen                                     | ABBA       | Stig Anderson Benny Andersson Björn Ulvaeus                                                                                     | Arrival       | 1977  | ,      |
| Disillusion                                       | ABBA       | Agnetha Fältskog Björn Ulvaeus                                                                                                  | Ring Ring     | 1973  |        |
| Does Your Mother Know                             | ABBA       | Benny Andersson Agnetha Fältskog Anni-Frid Lyngstad Björn Ulvaeus                                                               | Voulez-Vous   | 1979  | ,      |
| Dum Dum Diddle                                    | ABBA       | Benny Andersson Björn Ulvaeus                                                                                                   | Arrival       | 1977  |        |
| Eagle                                             | ABBA       | Benny Andersson Agnetha Fältskog Anni-Frid Lyngstad Björn Ulvaeus                                                               | The Album     | 1977  |        |
| Fernando                                          | ABBA       | Stig Anderson Benny Andersson Anni-Frid Lyngstad Björn Ulvaeus                                                                  | Arrival       | 1977  | ,      |
| From a Twinklling Star to a Passing Angel         | ABBA       | | The Visitors  | 1981  |        |
| Gimme! Gimme! Gimme! (A Man After Midnight)       | ABBA       | |               | 1979  |        |
| Gonna Sing You My Love Song                       | ABBA       | Benny Andersson Björn Ulvaeus                                                                                                   | Waterloo      | 1974  |        |
| Happy Hawaii                                      | ABBA       | Stig Anderson Benny Andersson Björn Ulvaeus                                                                                     |               | 1977  |        |
| Happy New Year                                    | ABBA       | Benny Andersson Björn Ulvaeus                                                                                                   | Super Trouper | 1980  |        |
| Hasta Mañana                                      | ABBA       | Benny Andersson Björn Ulvaeus Stig Anderson                                                                                     | Waterloo      | 1974  |        |
| He Is Your Brother                                | ABBA       | Benny Andersson Agnetha Fältskog Anni-Frid Lyngstad Björn Ulvaeus                                                               | Ring Ring     | 1973  |        |
| Head over Heels                                   | ABBA       | | The Visitors  | 1981  |        |
| Hey, Hey Helen                                    | ABBA       | Benny Andersson Björn Ulvaeus                                                                                                   | ABBA          | 1975  |        |
| Hole in Your Soul / The Girl with the Golden Hair | ABBA       | Benny Andersson Björn Ulvaeus                                                                                                   | The Album     | 1977  |        |
| Honey, Honey                                      | ABBA       | Stig Anderson Benny Andersson Anni-Frid Lyngstad Björn Ulvaeus                                                                  | Waterloo      | 1974  | ,      |
| I Am Just a Girl                                  | ABBA       | Benny Andersson Björn Ulvaeus Stig Anderson                                                                                     | Ring Ring     | 1973  |        |
| I Am the City                                     | ABBA       | | The Visitors  | 1981  |        |
| I Do, I Do, I Do, I Do, I Do                      | ABBA       | Stig Anderson Benny Andersson Agnetha Fältskog Anni-Frid Lyngstad Björn Ulvaeus                                                 | ABBA          | 1975  | ,      |
| I Have a Dream                                    | ABBA       | Benny Andersson Björn Ulvaeus                                                                                                   | Voulez-Vous   | 1979  |        |
| I Let the Music Speak                             | ABBA       | | The Visitors  | 1981  |        |
| I Saw It in the Mirror                            | ABBA       | Benny Andersson Björn Ulvaeus                                                                                                   | Ring Ring     | 1973  |        |
| I Wonder (Departure)                              | ABBA       | Benny Andersson Björn Ulvaeus Stig Anderson                                                                                     | The Album     | 1977  |        |
| If It Wasn't for the Nights                       | ABBA       | Benny Andersson Björn Ulvaeus                                                                                                   | Voulez-Vous   | 1979  |        |
| I'm a Marionette                                  | ABBA       | Benny Andersson Björn Ulvaeus                                                                                                   | The Album     | 1977  |        |
| Intermezzo No. 1                                  | ABBA       | Benny Andersson Björn Ulvaeus                                                                                                   | ABBA          | 1975  |        |
| I've Been Waiting for You                         | ABBA       | Benny Andersson Björn Ulvaeus Stig Anderson                                                                                     | ABBA          | 1975  |        |
| King Kong Song                                    | ABBA       | Benny Andersson Björn Ulvaeus                                                                                                   | Waterloo      | 1974  |        |
| Kisses of Fire                                    | ABBA       | Benny Andersson Björn Ulvaeus                                                                                                   | Voulez-Vous   | 1979  |        |
| Knowing Me, Knowing You                           | ABBA       | Stig Anderson Benny Andersson Agnetha Fältskog Anni-Frid Lyngstad Björn Ulvaeus                                                 | Arrival       | 1977  | ,      |
| Lay All Your Love on Me                           | ABBA       | Benny Andersson Agnetha Fältskog Anni-Frid Lyngstad Björn Ulvaeus                                                               | Super Trouper | 1980  |        |
| Like an Angel Passing Through My Room             | ABBA       | | The Visitors  | 1981  |        |
| Love Isn't Easy (But It Sure Is Hard Enough)      | ABBA       | Benny Andersson Björn Ulvaeus                                                                                                   | Ring Ring     | 1973  |        |
| Lovelight                                         | ABBA       | |               | 1979  |        |
| Lovers (Live a Little Longer)                     | ABBA       | Benny Andersson Björn Ulvaeus                                                                                                   | Voulez-Vous   | 1979  |        |
| Mamma Mia                                         | ABBA       | Stig Anderson Benny Andersson Anni-Frid Lyngstad Björn Ulvaeus                                                                  | ABBA          | 1975  | ,      |
| Man in the Middle                                 | ABBA       | Benny Andersson T. H. Campbell Björn Ulvaeus                                                                                    | ABBA          | 1975  |        |
| Me and Bobby and Bobby's Brother                  | ABBA       | Benny Andersson Björn Ulvaeus                                                                                                   | Ring Ring     | 1973  |        |
| Me and I                                          | ABBA       | Benny Andersson Björn Ulvaeus                                                                                                   | Super Trouper | 1980  |        |
| Money, Money, Money                               | ABBA       | Benny Andersson Agnetha Fältskog Anni-Frid Lyngstad Björn Ulvaeus                                                               | Arrival       | 1977  | [ 19 ] |
| Move On                                           | ABBA       | Benny Andersson Björn Ulvaeus Stig Anderson                                                                                     | The Album     | 1977  | [ 20 ] |
| My Love, My Life                                  | ABBA       | Benny Andersson Björn Ulvaeus Stig Anderson                                                                                     | Arrival       | 1977  |        |
| My Mama Said                                      | ABBA       | Benny Andersson Björn Ulvaeus                                                                                                   | Waterloo      | 1974  |        |
| Nina, Pretty Ballerina                            | ABBA       | Benny Andersson Björn Ulvaeus                                                                                                   | Ring Ring     | 1973  |        |
| On and On and On                                  | ABBA       | Benny Andersson Agnetha Fältskog Anni-Frid Lyngstad Björn Ulvaeus                                                               | Super Trouper | 1980  | [ 21 ] |
| One Man, One Woman                                | ABBA       | Benny Andersson Björn Ulvaeus                                                                                                   | The Album     | 1977  |        |
| One of Us                                         | ABBA       | | The Visitors  | 1981  | [ 22 ] |
| Our Last Summer                                   | ABBA       | Benny Andersson Björn Ulvaeus                                                                                                   | Super Trouper | 1980  |        |
| People Need Love                                  | ABBA       | Benny Andersson Agnetha Fältskog Anni-Frid Lyngstad Björn Ulvaeus                                                               | Ring Ring     | 1973  |        |
| Ring Ring                                         | ABBA       | Stig Anderson Benny Andersson Phil Cody Neil Sedaka Björn Ulvaeus                                                               | Ring Ring     | 1973  |        |
| Rock Me                                           | ABBA       | Benny Andersson Björn Ulvaeus                                                                                                   | ABBA          | 1975  |        |
| Rock 'N' Roll Band                                | ABBA       | Benny Andersson Björn Ulvaeus                                                                                                   | Ring Ring     | 1973  |        |
| SOS                                               | ABBA       | Stig Anderson Benny Andersson Anni-Frid Lyngstad Björn Ulvaeus                                                                  | ABBA          | 1975  | ,      |
| She's My Kind of Girl                             | ABBA       | Benny Andersson Björn Ulvaeus                                                                                                   | Ring Ring     | 1973  |        |
| Should I Laugh or Cry [Intro Version]             | ABBA       | | The Visitors  | 1981  |        |
| Sitting in the Palmtree                           | ABBA       | Benny Andersson Björn Ulvaeus                                                                                                   | Waterloo      | 1974  |        |
| Slipping Through My Fingers                       | ABBA       | | The Visitors  | 1981  |        |
| So Long                                           | ABBA       | Stig Anderson Benny Andersson Agnetha Fältskog Anni-Frid Lyngstad Björn Ulvaeus                                                 | ABBA          | 1975  |        |
| Soldiers                                          | ABBA       | | The Visitors  | 1981  |        |
| Super Trouper                                     | ABBA       | Benny Andersson Björn Ulvaeus                                                                                                   | Super Trouper | 1980  | ,      |
| Suzy-Hang-Around                                  | ABBA       | Benny Andersson Björn Ulvaeus                                                                                                   | Waterloo      | 1974  |        |
| Take a Chance on Me                               | ABBA       | Benny Andersson Agnetha Fältskog Anni-Frid Lyngstad Björn Ulvaeus                                                               | The Album     | 1977  | ,      |
| Thank You for the Music                           | ABBA       | Benny Andersson Björn Ulvaeus                                                                                                   | The Album     | 1977  |        |
| That's Me                                         | ABBA       | Stig Anderson Benny Andersson Tony Banks Peter Gabriel Anthony Phillips Mike Rutherford John Silver Chris Stewart Björn Ulvaeus | Arrival       | 1977  |        |
| The Day Before You Came                           | ABBA       | | The Visitors  | 1981  |        |
| The King Has Lost His Crown                       | ABBA       | Benny Andersson Björn Ulvaeus                                                                                                   | Voulez-Vous   | 1979  |        |
| The Name of the Game                              | ABBA       | Stig Anderson Benny Andersson Björn Ulvaeus                                                                                     | The Album     | 1977  | ,      |
| The Piper                                         | ABBA       | Benny Andersson Björn Ulvaeus                                                                                                   | Super Trouper | 1980  |        |
| The Visitors                                      | ABBA       | | The Visitors  | 1981  | [ 31 ] |
| The Way Old Friends Do                            | ABBA       | Benny Andersson Björn Ulvaeus                                                                                                   | Super Trouper | 1980  |        |
| The Winner Takes It All                           | ABBA       | Benny Andersson Björn Ulvaeus                                                                                                   | Super Trouper | 1980  | ,      |
| Tiger                                             | ABBA       | Benny Andersson Björn Ulvaeus                                                                                                   | Arrival       | 1977  |        |
| Tropical Loveland                                 | ABBA       | Stig Anderson Benny Andersson Björn Ulvaeus                                                                                     | ABBA          | 1975  |        |
| Two For the Price of One                          | ABBA       | | The Visitors  | 1981  |        |
| Under Attack                                      | ABBA       | | The Visitors  | 1981  |        |
| Voulez-Vous                                       | ABBA       | Benny Andersson Anni-Frid Lyngstad Björn Ulvaeus                                                                                | Voulez-Vous   | 1979  | ,      |
| Watch Out                                         | ABBA       | Benny Andersson Björn Ulvaeus                                                                                                   | Waterloo      | 1974  |        |
| Waterloo                                          | ABBA       | Stig Anderson Benny Andersson Anni-Frid Lyngstad Björn Ulvaeus                                                                  | Waterloo      | 1974  | [ 35 ] |
| What About Livingstone                            | ABBA       | Benny Andersson Björn Ulvaeus                                                                                                   | Waterloo      | 1974  |        |
| When All is Said and Done                         | ABBA       | | The Visitors  | 1981  | ,      |
| When I Kissed the Teacher                         | ABBA       | Benny Andersson Björn Ulvaeus                                                                                                   | Arrival       | 1977  |        |
| Why Did It Have to Be Me?                         | ABBA       | Benny Andersson Björn Ulvaeus                                                                                                   | Arrival       | 1977  |        |
| You Owe Me One                                    | ABBA       | | The Visitors  | 1981  |        |
| I Still Have Faith in You                         | ABBA       | Benny Andersson Björn Ulvaeus                                                                                                   | Voyage        | 2021  |        |
| When You Danced With Me                           | ABBA       | Benny Andersson Björn Ulvaeus                                                                                                   | Voyage        | 2021  |        |
| Little Things                                     | ABBA       | Benny Andersson Björn Ulvaeus                                                                                                   | Voyage        | 2021  |        |
| Don't Shut Me Down                                | ABBA       | Benny Andersson Björn Ulvaeus                                                                                                   | Voyage        | 2021  |        |
| Just Notion                                       | ABBA       | Benny Andersson Björn Ulvaeus                                                                                                   | Voyage        | 2021  |        |
| I Can Be That Woman                               | ABBA       | Benny Andersson Björn Ulvaeus                                                                                                   | Voyage        | 2021  |        |
| Keep An Eye On Dan                                | ABBA       | Benny Andersson Björn Ulvaeus                                                                                                   | Voyage        | 2021  |        |
| Bumblebee                                         | ABBA       | Benny Andersson Björn Ulvaeus                                                                                                   | Voyage        | 2021  |        |
| No Doubt About It                                 | ABBA       | Benny Andersson Björn Ulvaeus                                                                                                   | Voyage        | 2021  |        |
| Ode To Freedom                                    | ABBA       | Benny Andersson Björn Ulvaeus                                                                                                   | Voyage        | 2021  |        |